# 3 Dywizja Grenadierów Pancernych
3 Dywizja Grenadierów Pancernych (niem. 3. Panzergrenadier Division) – niemiecka dywizja grenadierów pancernych z okresu II wojny światowej

## Historia
Dywizja powstała w marcu 1943 na terenie Francji w rejonie Lyonu z uratowanych z kotła stalingradzkiego resztek oddziałów wchodzących w skład 3 Dywizji Piechoty (zmotoryzowanej) i utworzonej 25 listopada 1942 r. 386 Dywizji Piechoty (zmotoryzowanej).
W czerwcu 1943 została skierowana do północnych Włoch, początkowo będąc w odwodzie. Po wylądowaniu we wrześniu 1943 aliantów na półwyspie Apenińskim, skierowana została na front w składzie 10 Armii biorąc udział w walkach w rejonie Salerno.
W styczniu 1944 weszła w skład 14 Armii bierze udział w początkowych w walkach w rejonie Monte Cassino. Po wylądowaniu wojsk amerykańskich pod Anzio została skierowana do walki z lądującymi oddziałami. Następnie w maju 1944 skierowana została na odpoczynek do Rzymu, gdzie przebywała do czerwca. Przerzucona następnie do Florencji stacjonowała tam do sierpnia 1944.
W sierpniu 1944 została przerzucona do Francji w rejon Paryża, gdzie weszła w skład 1 Armii, a następnie toczyła walki we Francji cofając się w kierunku granicy Niemiec.
W listopadzie 1944 wycofana została do Niemiec, gdzie została uzupełniona i w grudniu 1944 weszła w skład 5 Armii Pancernej. W składzie tej armii wzięła udział w kontrofensywie niemieckiej w Ardenach. Po jej zakończeniu wycofała się do Zagłębia Ruhry. Tam walczyła do kwietnia 1945 i gdzie skapitulowała.

## Dowódcy
- gen. wojsk. panc. Fritz-Hubert Gräser (1943 – 1944)
- gen. mjr Hans Hecker (1944)
- gen. por. Hans-Günther von Rost (1944)
- gen. por. Walter Denkert (1944 – 1945)

## Skład dywizji
- 8 pułk grenadierów pancernych (Panzergrenadier-Regiment 8)
- 29 pułk grenadierów pancernych (Panzergrenadier-Regiment 29)
- 103 batalion pancerny (Panzer-Abteilung 103)
- 3 zmotoryzowany pułk artylerii (Artillerie-Regiment 3 (mot))
- 103 pancerny batalion rozpoznawczy (Panzer-Aufklärungs-Abteilung 103)
- 3 dywizjon przeciwpancerny (Panzerjäger-Abteilung 3)
- 3 zmotoryzowany batalion pionierów (Pionier-Bataillon 3 (mot))
- 3 zmotoryzowany batalion łączności (Nachrichten-Abteilung 3 (mot))
- 3 polowy batalion zapasowy (Feldersatz-Bataillon 3)